# Dirijärvi
Dirijärvi är en sjö i Överkalix kommun i Norrbotten och ingår i Kalixälvens huvudavrinningsområde. Sjön är 11 meter djup, har en yta på 0,116 kvadratkilometer och är belägen 241,8 meter över havet.

## Delavrinningsområde
Dirijärvi ingår i det delavrinningsområde (742243-179114) som SMHI kallar för Mynnar i Elmabäcken. Medelhöjden är 240 meter över havet och ytan är 12,84 kvadratkilometer. Det finns inga avrinningsområden uppströms utan avrinningsområdet är högsta punkten. Vattendraget som avvattnar avrinningsområdet har biflödesordning 5, vilket innebär att vattnet flödar genom totalt 5 vattendrag innan det når havet efter 137 kilometer. Avrinningsområdet består mestadels av skog (88 procent). Avrinningsområdet har 0,17 kvadratkilometer vattenytor vilket ger det en sjöprocent på 1,3 procent.